# Emkental
Das Emkental ist ein Naturschutzgebiet in Schlangen im Kreis Lippe. Westlich grenzt das Landschaftsschutzgebiet Unteres Emkental an.

## Charakteristik
Das Naturschutzgebiet liegt östlich von Schlangen und gehört zum Naturraum Paderborner Hochfläche. Das Gelände zeichnet sich durch seine eingeschnittenen Trockentäler aus. Der steinige, kalkhaltige Boden ist von einer dünnen Erdschicht bedeckt. Im Zentrum des Naturschutzgebiets liegt ein kleiner Mischwald aus Eichen, Eschen und Fichten und einem Waldmeister-Buchenwald an der südlichen Böschung. Das Umfeld wird von Ackerflächen und Wiesen und Weiden bestimmt. 
Die Orchideenarten Grünliche Waldhyazinthe, Weißes Waldvöglein, Vogel-Nestwurz, Breitblättrige Stendelwurz und Männliches Knabenkraut, die ursprünglich zur Unterschutzstellung führten, waren 2003 nicht mehr nachzuweisen.